# Daher (Unternehmen)

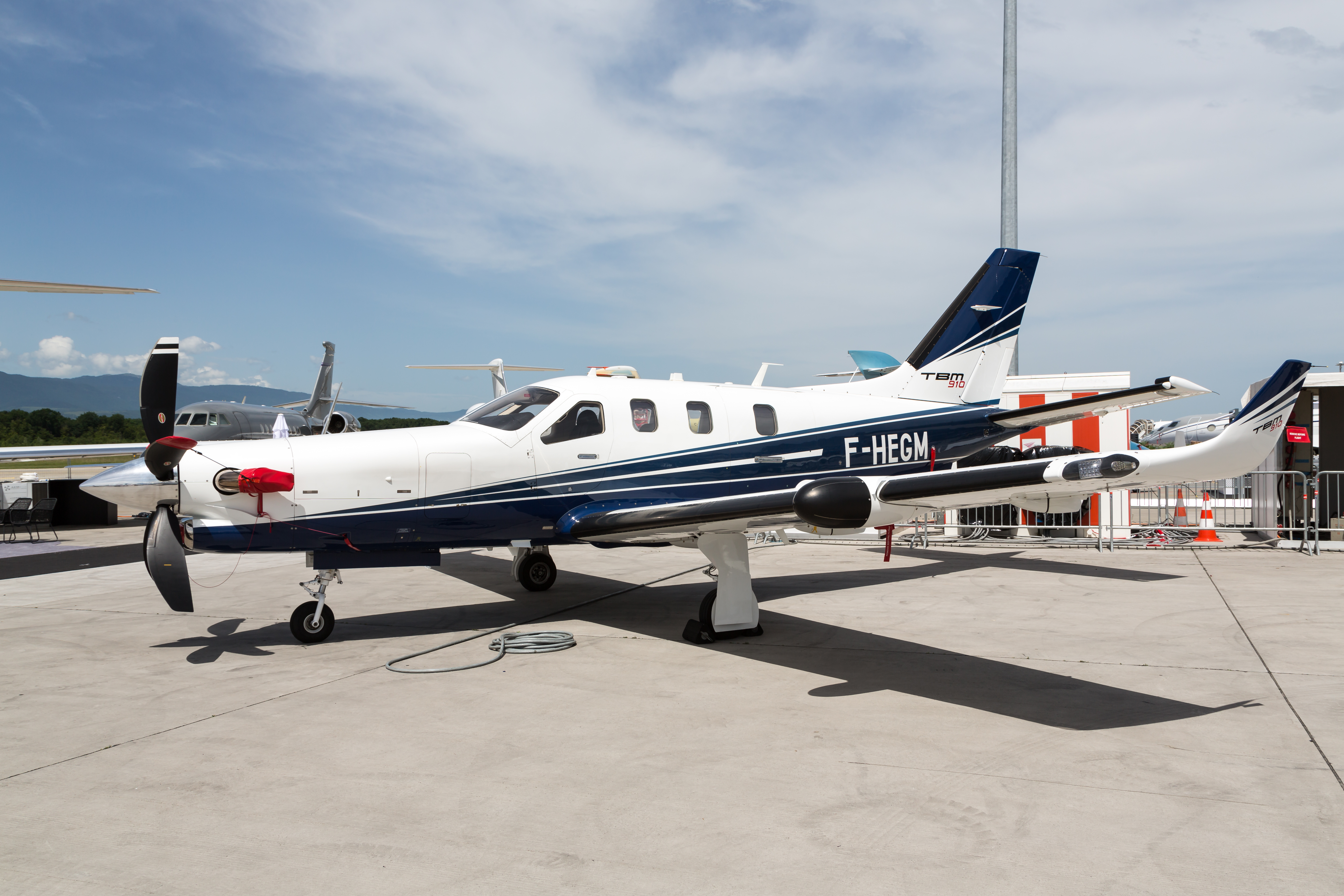
Daher TBM 910 auf dem Flughafen Genf

Daher ist ein französischer Mischkonzern mit Sitz in Wissous im Département Essonne (in der Region Île-de-France). Der Umsatz verteilt sich etwa zu gleichen Teilen zum einen auf Rüstung im Bereich  Luft- und Raumfahrt, zum anderen auf Logistik/Dienstleistungen.

## Sparten und Produkte
- Daher Airplane
  - Kodiak 100
  - Kodiak 900
  - TBM 910
  - TBM 960
- Luft- und Raumfahrt (Rüstung)
  - Flugzeugstrukturen
  - Flugzeugantriebe
  - Flugzeuginterieur
- Logistik & Dienstleistungen

## Geschichte
Das Unternehmen wurde 1863 als Transport-Reederei gegründet und sorgte erstmals 1880 für Aufsehen, als man mit dem Schiff „Herald of Morning“ in nur 100 Tagen von Marseille nach San Francisco fuhr. Ab 1911 widmete  sich das Unternehmen, als selbsternannter Pionier der Luftfahrt, der Herstellung von Flugzeugen. 1954 fand der Jungfernflug des Business-Jets mit dem Namen „Morane-Saulnier 760 – Paris“ statt.
Seit 2001 beteiligt sich Daher an der Entwicklung und Herstellung des oberen Rumpfes am Programm Falcon 7X.
Seit 2009 fertigt das Unternehmen Teile für Flugzeuge des europäischen Flugzeugherstellers Airbus.
2017 unterzeichnete das Unternehmen einen Vertrag mit Airbus über das Management aller Airbus-Logistikströme in Frankreich.

## Standorte
Das Unternehmen betreibt 66 Standorte in 13 verschiedenen Ländern.